# English Rain
| Оценки критиков | Оценки критиков       |
| Источник        | Оценка                |
| --------------- | --------------------- |
| Allmusic        | [ 1 ]                 |
| Digital Spy     | [ 2 ]                 |
| The Guardian    | [ 3 ]                 |
| Red Online      | (очень благосклонный) |
| Counter Act     | [ 5 ]                 |
| FemaleFirst     | [ 6 ]                 |

English Rain — дебютный студийный альбом британской певицы и автора-исполнителя Габриэль Аплин, вышедший на лейбле Parlophone. Релиз состоялся 13 мая 2013 года, после того как ранее в 2012 году был выпущен мини-альбом Home.
English Rain занял второе место в UK Albums Chart с продажами более 35 000 копий. Позже альбом получил статус «золотого», разойдясь тиражом в 100 000 копий.

## Об альбоме
29 февраля 2012 года Аплин объявила о том, что подписала контракт с лейблом, и марте 2012 года она начала записывать свой дебютный полноформатный альбом. В конце 2012 года Аплин участвовала в записи саундтрека для рождественской рекламы сети универмагов «Джони Льюис»; саундтреком стала кавер-версия песни «The Power of Love» группы Frankie Goes to Hollywood. В одном из интервью Аплин говорила: «Я волновалась, что люди могут невзлюбить меня, поскольку привязаны к оригинальному синглу. Но я связалась с Холли Джонсоном, и он сказал мне несколько приятных вещей о моей работе над песней». 12 декабря 2012 года Аплин анонсировала название своего дебютного альбома — English Rain. Кроме того, также была представлена и обложка альбома. Позднее была назначена другая дата релиза альбома — 13 мая 2013 года. 12 марта 2013 года Аплин выпустила в виде промосинглов песни, которые вошли в стандартную версию English Rain. Продюсером выступил Майк Спенесер.

## Успех

### Отзывы критиков
Альбом в целом хорошо был воспринят критиками, которые похвалили вокал певицы, но назвали релиз «безопасным и не особо предприимчивым». Они высоко оценили такие треки, как «Salvation» и «Please Don't Say You Love Me» — второй сингл альбома, являюшийся кавер-версией на песню группы Mumford & Sons.

### Коммерческий успех
English Rain добился коммерческого успеха, сумев занять второе место в Великобритании, первоначально разойдясь тиражом в 35 000 копий. На следующей неделе альбом опустился с седьмого на девятое место в чартах. На международном уровне альбом имел умеренный успех, достигнув 19 мая 11-го места в Ирландии, 22-го места — в Австралии, 55-го места — в Бельгии и 39-го места — в Новой Зеландии.
23 июля 2013 года на своей странице в Facebook Аплин сообщила о том, что English Rain получил статус «золотого» и разошёлся тиражом в 100 000 копий.

## Промоушен

### Туры

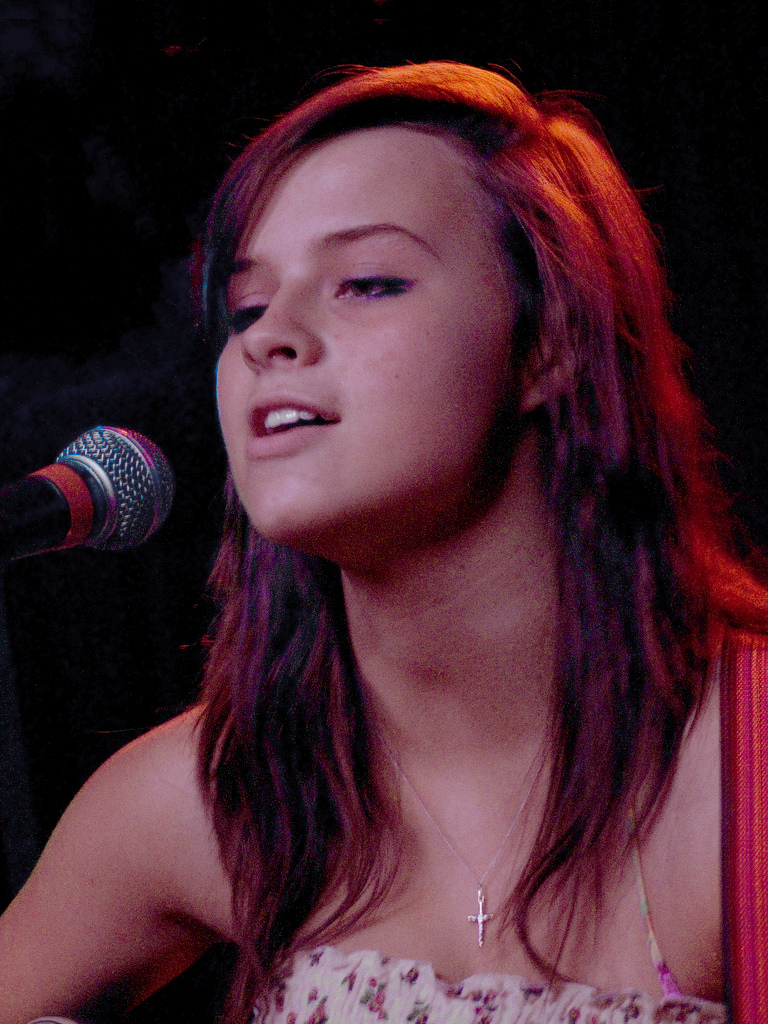
Аплин во время своего концерта в Лондоне, 25 июня 2010 года.

Для раскрутки альбома Аплин провела два тура. Первый тур был коротким и состоялся в марте 2013 года, за два месяца до выхода альбома, и проходил в небольших концертных площадках. Состоявшийся осенью 2013 года второй тур был полномасштабным и проходил, в частности, на таких концертных площадках, как O2 Shepherd's Bush Empire.

### Синглы
9 ноября 2012 года был выпущен первый и заглавный сингл с грядущего альбома «The Power of Love», который стал саундтреком для рождественской рекламы сети универмагов «Джони Льюис». Песня была хорошо воспринята критиками и имела коммерческий успех, достигнув 36 места в UK Singles Chart, но позднее, 9 декабря 2012 года, сингл достиг первого места в чарте и 11 января 2013 года получил статус «золотого» в Великобритании.
10 февраля 2013 года был выпущен второй сингл «Please Don't Say You Love Me», ставший первой записью певицы на лейбле Parlophone. Через неделю 16 февраля сингл достиг 6 места в UK Singles Chart. В прямом эфире радиостанции Radio 1 Chart Show от 17 февраля Аплин объявила о том, что её третьим синглом станет песня «Panic Cord». Данная песня изначально была включена в мини-альбом Never Fade и была выпущена в виде сингла 5 мая 2013 года, заняв 19 место в UK Singles Chart.
Четвёртым синглом альбома стала песня «Home». Съёмки видеоклипа к песне начались 20 мая 2013 года. Премьера видео состоялась 9 июня. Сингл достиг 48 места в Великобритании. Также данная песня прозвучала в девятом эпизоде сериала «Уэнтуорт».
12 января 2014 года вышел пятый сингл «Salvation». Премьера музыкального видео к этой песне состоялась ещё 3 декабря 2013 года.

## Список композиций
| №   | Название                       | Автор(ы)                                            | Продюсер(ы)                   | Длительность |
| --- | ------------------------------ | --------------------------------------------------- | ----------------------------- | ------------ |
| 1.  | «Panic Cord»                   | Габриэль Аплин Николас Аткинсон [англ.] Джез Ажурст | Майк Спенсер                  | 3:25         |
| 2.  | «Keep on Walking»              | Аплин Аткинсон                                      | Спенсер                       | 2:52         |
| 3.  | «Please Don't Say You Love Me» | Аплин Аткинсон                                      | Спенсер                       | 3:00         |
| 4.  | «How Do You Feel Today?»       | Аплин Аткинсон Томас Уайлдинг                       | Спеснер Том Уайлдинг          | 3:46         |
| 5.  | «Home»                         | Аплин Аткинсон                                      | Спенсер                       | 4:07         |
| 6.  | «Salvation»                    | Аплин Джоэл Потт [англ.]                            | Спесер                        | 4:10         |
| 7.  | «Ready to Question»            | Аплин Аткинсон Томас Уайлдинг                       | Спенсер                       | 3:18         |
| 8.  | «The Power of Love»            | Питер Гилл Холли Джонсон Марк O'Тул                 | Спенсер Дэвид Констен [англ.] | 4:06         |
| 9.  | «Alive»                        | Аплин Спенсер                                       | Спенсер                       | 4:11         |
| 10. | «Human»                        | Аплин Николас Аткинсон Томас Уайлдинг               | Спенсер                       | 3:26         |
| 11. | «November»                     | Аплин Аткинсон                                      | Майк Спенсер Люк Поташник     | 4:06         |
| 12. | «Start of Time»                | Аплин Джим Ирвин Джулиан Эмери [англ.]              | Спенсер Джулиан Эмери         | 4:01         |

| №   | Название       | Автор(ы) | Продюсер(ы) | Длительность |
| --- | -------------- | -------- | ----------- | ------------ |
| 13. | «Take Me Away» | Аплин    | Спенсер     | 2:53         |

| №   | Название                                     | Автор(ы)                   | Продюсер(ы) | Длительность |
| --- | -------------------------------------------- | -------------------------- | ----------- | ------------ |
| 13. | «Take Me Away»                               | Аплин                      | Спенсер     | 2:53         |
| 14. | «Evaporate»                                  | Аплин Адам Аргил           |             | 3:32         |
| 15. | «Wake Up with Me»                            | Аплин Лэйн Арчер [англ.]   |             | 3:26         |
| 16. | «Alive» (RAK Session)                        | Аплин Майк Спенсер [англ.] |             | 4:08         |
| 17. | «Please Don't Say You Love Me» (RAK Session) | Аплин Аткинсон             |             | 3:00         |
| 18. | «Home» (RAK Session)                         | Аплин Аткинсон             |             | 4:09         |
| 19. | «How Do You Feel Today» (RAK Session)        | Аплин Аткинсон Уайлдинг    |             | 3:57         |

| №   | Название                                      | Автор(ы)                      | Длительность |
| --- | --------------------------------------------- | ----------------------------- | ------------ |
| 12. | «Through the Ages»                            |                               | 5:01         |
| 13. | «Start of Time»                               | Аплин Ирвин Джулиан Эмери     | 3:59         |
| 14. | «Take Me Away»                                | Аплин                         | 2:52         |
| 15. | «Stranger Side» (Live at KOKO)                |                               | 2:54         |
| 16. | «How Do You Feel Today?» (Live at KOKO)       | Аплин Аткинсон Томас Уайлдинг | 3:47         |
| 17. | «Go Your Own Way» (Live at KOKO)              |                               | 3:39         |
| 18. | «Please Don't Say You Love Me» (Live at KOKO) | Аплин Аткинсон                | 3:19         |

## Чарты
| Чарт (2013-14)                    | Высшая позиция |
| --------------------------------- | -------------- |
| Австралия (ARIA)                  | 10             |
| Бельгия/Фландрия (Ultratop)       | 55             |
| Бельгия/Валлония (Ultratop)       | 107            |
| Ирландия (IRMA)                   | 11             |
| Новая Зеландия (RMNZ)             | 39             |
| Шотландия (Scottish Albums Chart) | 2              |
| Испания (PROMUSICAE)              | 33             |
| Швейцария (Schweizer Hitparade)   | 95             |
| Великобритания (UK Albums Chart)  | 2              |

| Чарт (2014)             | Позиция |
| ----------------------- | ------- |
| Australian Albums Chart | 61      |

## Сертификации
| Регион                                                      | Сертификация | Продажи  |
| ----------------------------------------------------------- | ------------ | -------- |
| Австралия (ARIA)                                            | Золотой      | 35 000^  |
| Великобритания (BPI)                                        | Золотой      | 100 000* |
| ^ Данные о тиражах приведены только на основе сертификации. |              |          |

## История релиза
| Страна         | Дата        | Формат                          | Лейбл      |
| -------------- | ----------- | ------------------------------- | ---------- |
| Австралия      | 17 мая 2013 | Цифровая дистрибуция, CD, винил | Parlophone |
| Великобритания | 13 мая 2013 | Цифровая дистрибуция, CD, винил | Parlophone |